# Aïn Soltane (Saida)
Aïn Soltane è un comune dell'Algeria, situato nella provincia di Saida.